# Kingston (Tennessee)
Kingston is een plaats (city) in de Amerikaanse staat Tennessee, en valt bestuurlijk gezien onder Roane County.

## Demografie
Bij de volkstelling in 2000 werd het aantal inwoners vastgesteld op 5264.
In 2006 is het aantal inwoners door het United States Census Bureau geschat op 5553, een stijging van 289 (5.5%).

## Geografie
Volgens het United States Census Bureau beslaat de plaats een oppervlakte van
19,0 km², waarvan 17,0 km² land en 2,0 km² water.

## Plaatsen in de nabije omgeving
De onderstaande figuur toont nabijgelegen plaatsen in een straal van 20 km rond Kingston.